# Área Sur, No Organizada de Nipissing

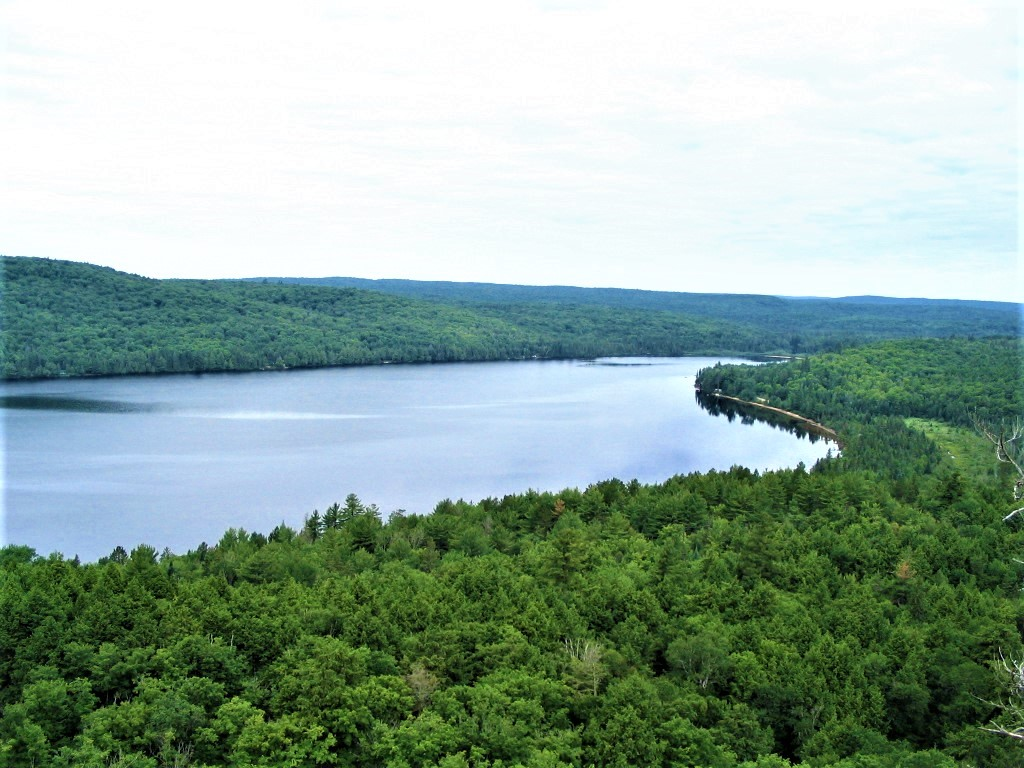
Parque provincial Algonquin

El Área Sur, No Organizada de Nipissing es un área no organizada de Canadá) en el norte-central de Ontario en el Distrito Federal de Nipissing . Tiene un área amplia, e incluye la mayoría del territorio del Parque Algonquin. Un área no organizada es una región geográfica en Canadá que no forma parte de ninguna municipalidad o reserva indígena. En estas zonas, el nivel más bajo de gobierno es el provincial o territorial. En algunas de estas áreas, las agencias de servicios locales pueden tener algunas responsabilidades que de otro modo estarían cubiertos por los municipios.
Según el censo de Canadá de 2006: 
- Población: 571
- % De variación (1996-2001): +1,019.6
- Viviendas: 445
- Superficie (km ²): 6,704.78
- Densidad (habitantes por km ²): 0,1

## Comunidades
- Acanthus
- Achray
- Brent
- Lago Canoe (Distrito Dipissing, Ontario)
- Coristine
- Daventry
- Gobierno Park
- Kilrush
- Kiosk, Ontario
- Travesía del Lago
- Lago Mink Nipissing Distrito Federal
- Odenback
- Radiante
- Stuart